# Avi Nir-Feldklein
Avi Nir-Feldklein (hebräisch אבי ניר-פלדקליין; * 13. Oktober 1962 in Rischon LeZion) ist ein israelischer Diplomat und seit 2009 Generalkonsul in Guangzhou.
Nir studierte von 1986 bis 1989 Geschichts- und Ostasienwissenschaften an der Hebräischen Universität in Jerusalem und erhielt hierfür den Grad Bachelor of Arts (B.A.).
1991 begann er im israelischen Außenministerium zu arbeiten. 1994 wurde er stellvertretender Generalkonsul in Shanghai. 1997 wurde er stellvertretender Leiter der diplomatischen Mission an der israelischen Botschaft in Bangkok, sowie stellvertretender Ständiger Beobachter Israels bei der Wirtschafts- und Sozialkommission für Asien und den Pazifik.
Während seiner weiteren diplomatischen Karriere wurde Nir unter anderem 2000 israelischer Botschafter in Nepal, 2003  israelischer Botschafter in Vietnam mit gleichzeitiger Akkreditierung als nicht-residierender Botschafter für Laos, 2007 israelischer Botschafter in Kamerun mit gleichzeitiger Akkreditierung als nicht-residierender Botschafter für Gabun, die Republik Kongo, Äquatorialguinea und die Zentralafrikanische Republik. Im Jahr 2009 wurde er die erste israelische Generalkonsul in Guangzhou. Nir ist damit für die Provinzen Guangdong, Fujian und Hainan sowie für das Autonome Gebiet Guangxi verantwortlich.
Nir ist verheiratet und hat zwei Kinder.